# Karlsberg (Gemeinde St. Veit an der Glan)
Karlsberg ist eine Ortschaft in der Gemeinde St. Veit an der Glan im Bezirk Sankt Veit an der Glan in Kärnten, in Österreich. Die Ortschaft besteht aus Schloss Karlsberg und dessen Nebengebäuden und hat 15 Einwohner (Stand 1. Jänner 2024). Sie liegt auf dem Gebiet der Katastralgemeinde Projern.

## Lage
Die Ortschaft liegt im Glantaler Bergland im Süden des Bezirks Sankt Veit, südöstlich der Bezirkshauptstadt Sankt Veit an der Glan, auf einer Anhöhe etwa 200 Höhenmeter oberhalb des Glantalbodens. Sie ist nur über eine unbefestigte, nicht-öffentliche Straße erreichbar und umfasst das Schloss Karlsberg und dessen Nebengebäude.

## Geschichte
Die nur 250 Meter nordöstlich der Ortschaft liegende Burg Karlsberg wurde im 12. Jahrhundert von den Herren von Projern errichtet. Der Meierhof der heute verfallenen Burg wurde im 17. Jahrhundert schlossartig ausgebaut und bildet mit seinen Nebengebäuden den Ort.

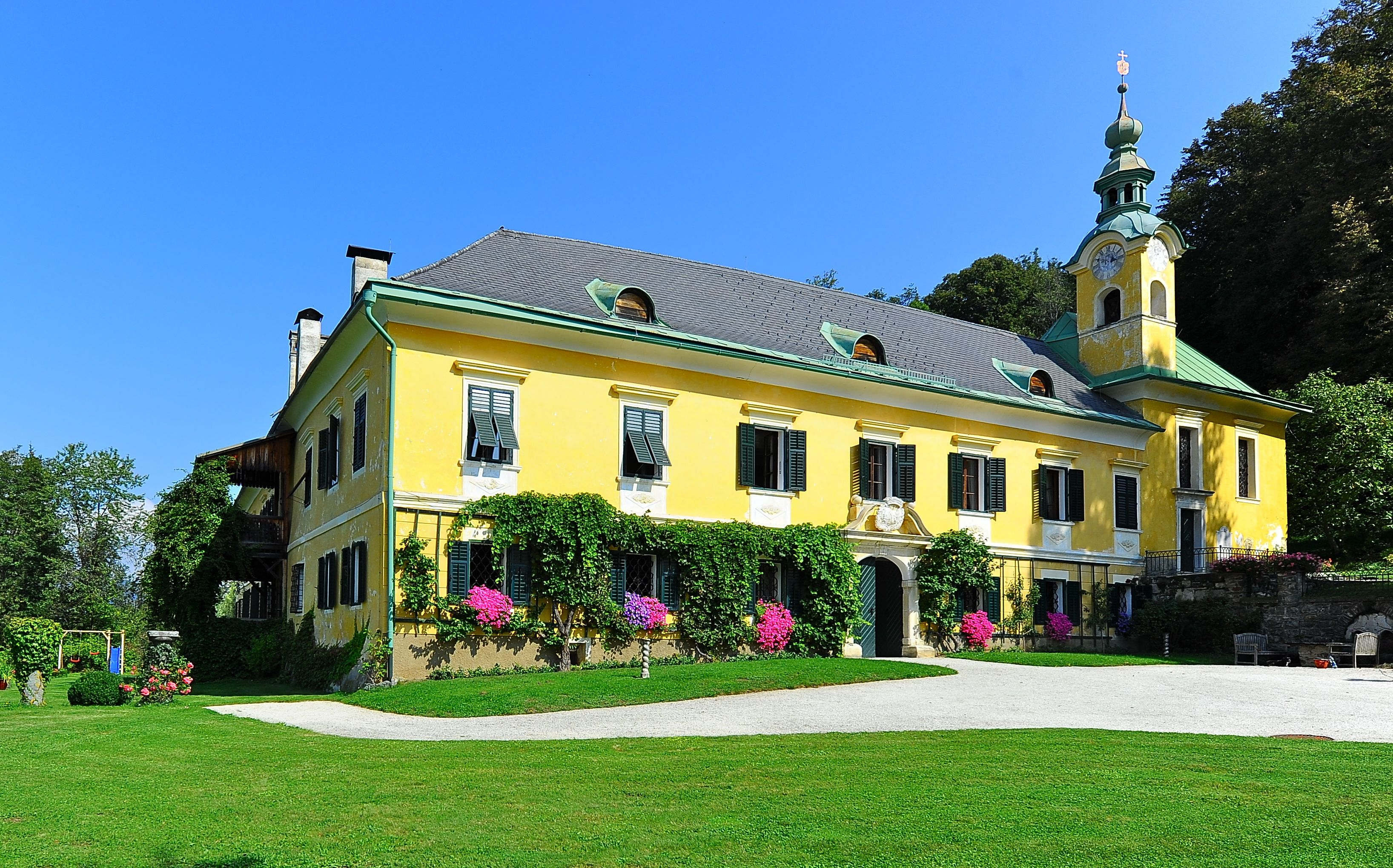
Schloss Karlsberg

In der Steuergemeinde Projern liegend, gehörte der Ort in der ersten Hälfte des 19. Jahrhunderts zum Steuerbezirk Karlsberg und war dessen Zentrum. Bei Bildung der Ortsgemeinden im Zuge der Reformen nach der Revolution 1848/49 kam Karlsberg an die Gemeinde Hörzendorf (die zunächst sogar unter dem Namen Gemeinde Karlsberg geführt wurde), 1972 an die Gemeinde Sankt Veit an der Glan.

## Bevölkerungsentwicklung
Für die Ortschaft ermittelte man folgende Einwohnerzahlen:
- 1869: 3 Häuser, 24 Einwohner[4]
- 1880: 3 Häuser, 41 Einwohner[5]
- 1890: 4 Häuser, 39 Einwohner[6]
- 1900: 4 Häuser, 26 Einwohner[7]
- 1910: 4 Häuser, 38 Einwohner[8]
- 1923: 4 Häuser, 38 Einwohner[9]
- 1934: 60 Einwohner[10]
- 1961: 3 Häuser, 29 Einwohner[11]
- 2001: 2 Gebäude (davon 2 mit Hauptwohnsitz) mit 5 Wohnungen; 10 Einwohner und 0 Nebenwohnsitzfälle; 2 Haushalte; 0 Arbeitsstätten, 1 land- und forstwirtschaftlicher Betrieb[12]
- 2011: 2 Gebäude, 9 Einwohner, 4 Haushalte, 0 Arbeitsstätten[13]
- 2021: 2 Gebäude, 11 Einwohner, 5 Haushalte, 1 Arbeitsstätte[14]

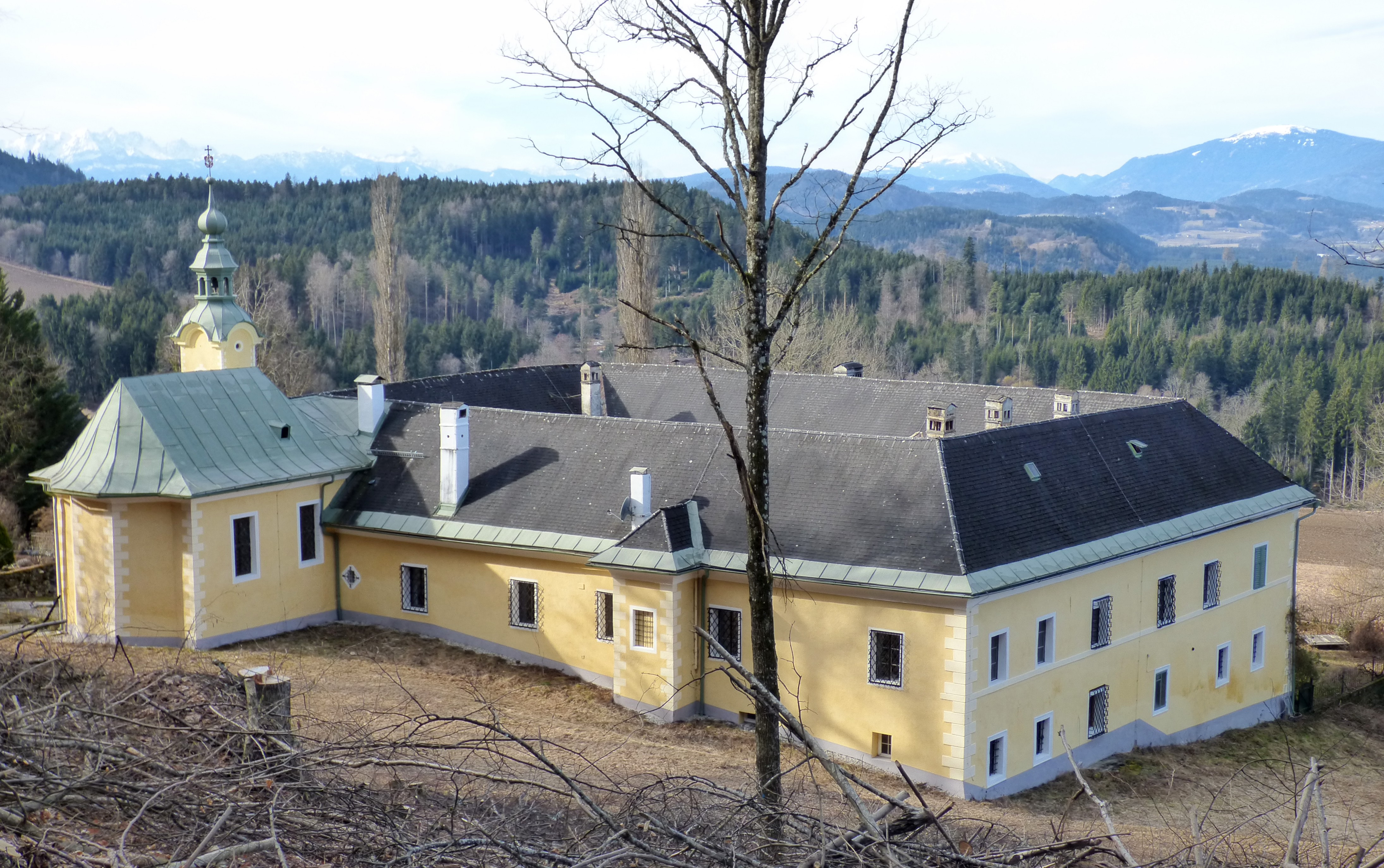
Schloss Karlsberg
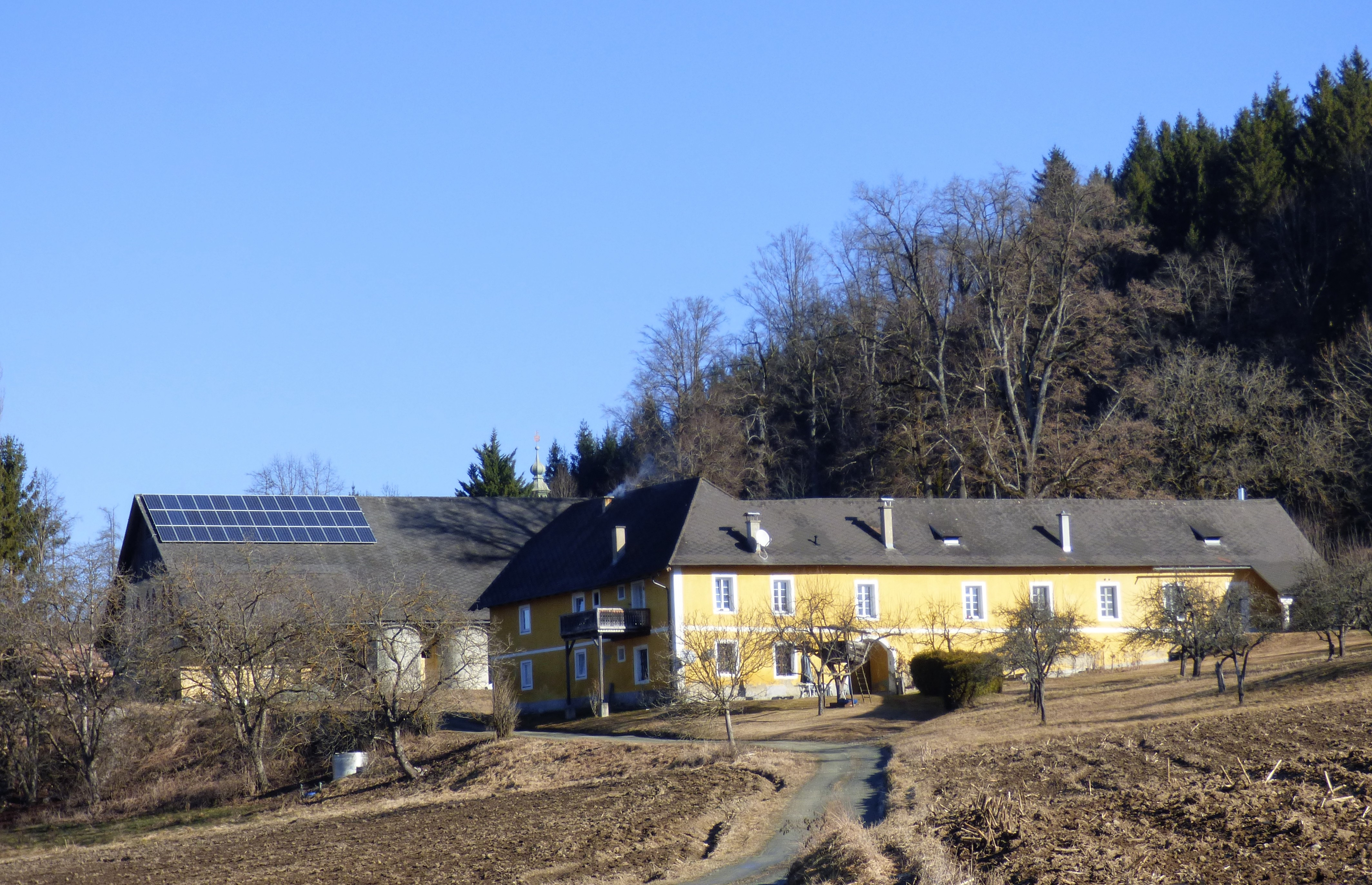
Nebengebäude des Schlosses, Karlsberg Haus Nr. 2
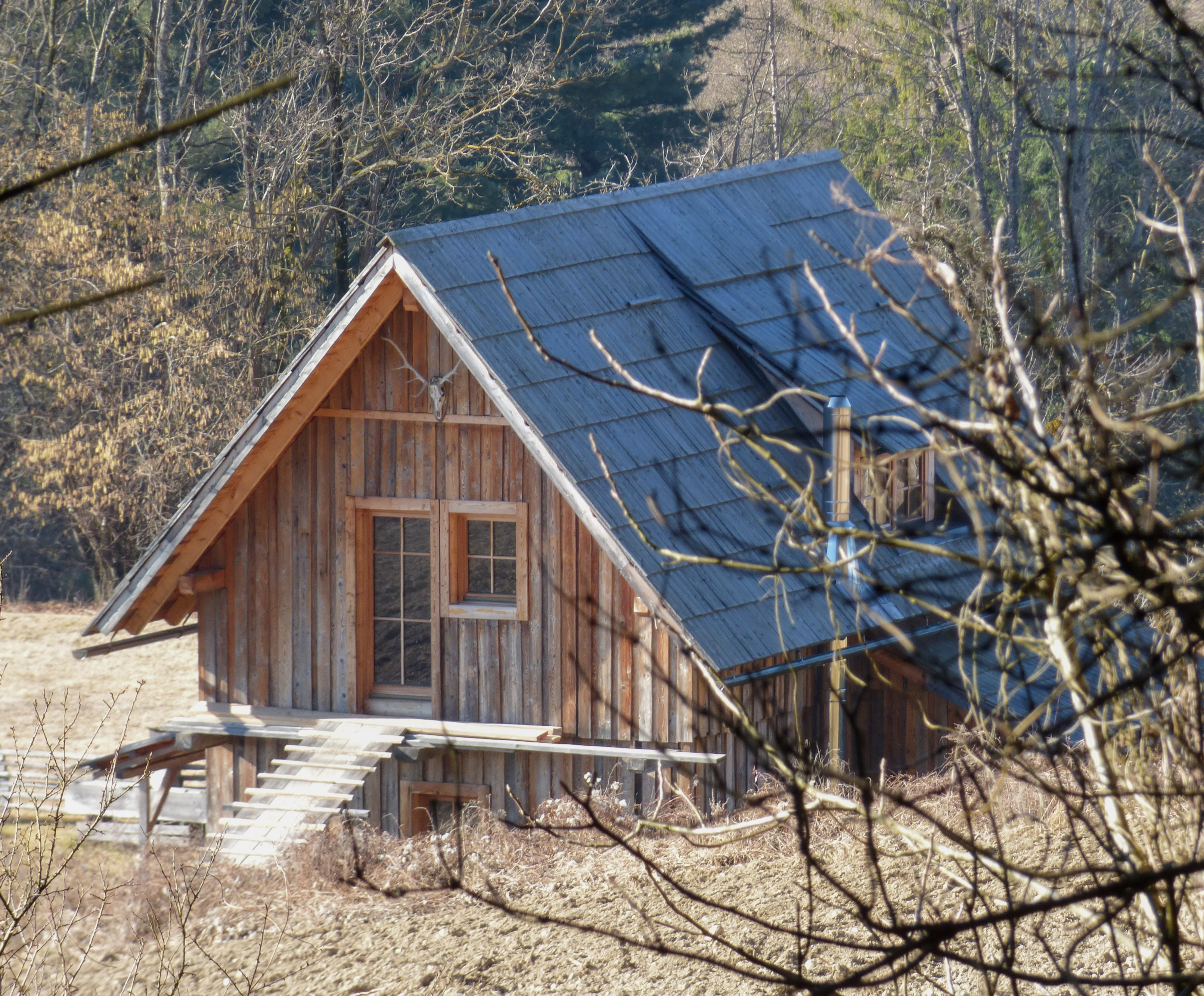
Neubau 300 m südlich des Schlosses